# Бреус Яків Георгійович
Яків Георгійович Бре́ус (14 січня 1911, Херсон, Російська імперія — 10 серпня 1972, Одеса, СРСР) — майор радянської армії, учасник радянсько-фінської та німецько-радянської воєн.

## Біографія
Яків Бреус народився 14 січня 1911 року в Херсоні в сім'ї службовця. Здобув початкову освіту, працював вантажником у порту. У 1930 році закінчив морський технікум у Херсоні, працював машиністом торгового флоту. У 1933 році був призваний на службу в Робітничо-селянську Червону Армію. У 1938 році закінчив курси молодших лейтенантів, а в 1939 році — курси «Постріл». Брав участь у радянсько-фінській війні, за успіхи під час боїв на Карельському перешийку нагороджений орденом Червоного прапора.
З початку німецько-радянської війни перебував на її фронтах. Рота Бреуса брала участь у боях біля річки Прут. Коли під час бою під Дубоссарами загинув командир 3-го батальйону 161-го стрілецького полку 95-ї стрілецької дивізії Приморської армії Південного фронту, лейтенант Бреус призначений на його посаду. 9 серпня 1941 в районі станції Роздільна та села Понятівка вороги прорвалися і двома ротами увійшли в тил військам РСЧА. Вночі того ж дня батальйон Бреуса оточив противника.
18 серпня 1941 батальйон Бреуса зайняв оборону в районі станції Карпове. Німецькі війська атакували силами піхоти за підтримки 60 танків.
Указом Президії Верховної Ради СРСР від 10 лютого 1942 присвоєно звання Герой Радянського Союзу з врученням ордена Леніна і медалі «Золота Зірка» за номером 2752.
Брав участь у битвах за Кавказ, на території України, Латвії та Східної Пруссії. Тричі був поранений. Останнє, важке поранення, отримав під час штурму Кенігсберга. Демобілізувавшись з армії, Бреус жив в Одесі. Помер 10 серпня 1972, похований на Алеї Слави в Одесі.
Почесний громадянин Одеси.
Нагороджений двома орденами Червоного Прапора, двома орденами Вітчизняної війни 1-го ступеня, а також низкою медалей. На його честь названа одна з вулиць Одеси.